# ببرهای راه‌آهن
ببرهای راه‌آهن(به انگلیسی: Railroad Tigers) یک فیلم کمدی و اکشن چینی محصول سال ۲۰۱۶ به کارگردانی دینگ شنگ با بازی جکی چان است. این فیلم در ۲۳ دسامبر ۲۰۱۶ در چین اکران شد. داستان فیلم دربارهٔ یک کارگر راه‌آهن است که تیمی از مبارزان آزادی را رهبری می‌کند. مخالفت با ژاپنی‌ها در طول اشغال در جنگ جهانی دوم. این فیلم در گیشه عملکرد خوبی داشت.

## خلاصه داستان
در دسامبر ۱۹۴۱، امپراطوری ژاپن کشورهای همسایه خود در جنوب شرقی آسیا را اشغال کرد. خط راه‌آهن تیانجین به نانجینگ در شرق چین تبدیل به یک مسیر اصلی حمل و نقل نظامی شد که توسط نیروی زمینی امپراتوری ژاپن به شدت محافظت می‌شد. کارگر راه‌آهنی ب نام ما یوان (جکی چان) رهبری تیمی از مبارزان آزادی را بر عهده دارد…

## بازیگران
- جکی چان[۴] به عنوان ما یوان
- تائو[۴] به عنوان دائی چی
- وانگ کای[۴] به عنوان فن چوان
- دارن وانگ[۴] به عنوان دا گوا
- شنیدن پینگ به عنوان داکی
- سان فین[۴] به عنوان تونتی چین
- جسی چان به عنوان Rui Ge
- هیرویوکی ایکئوچی به عنوان یاماگوچی
- ژانگ لانکسین به عنوان یوکو
- اندی لاو به عنوان مدرس مدرسه (کمدی)

## تولید
این فیلم با بودجه ۵۰ میلیون دلاری ساخته شده‌است. تصویر برداری این فیلم در راه‌آهن Diaobingshan با استفاده از قطار بخار انجام شده‌است.